# Anne Genevieve de Bourbon, Ducesă de Longueville
Anne Geneviève de Bourbon (n. 28 august 1619, Vincennes, Métropole du Grand Paris, Franța – d. 5 aprilie 1679, Paris, Regatul Franței) a fost prințesă franceză cunoscută pentru frumusețea, amorurile ei, influența în timpul Frondei și în final pentru convertirea la jansenism.

## Biografie
Anne Geneviève a fost singura fiică din cei trei copii ai lui Henric al II-lea, Prinț de Condé și a soției acestuia, Charlotte Marguerite de Montmorency. A fost sora mai mare a Marelui Condé. S-a născut în închisoarea de la Castelul Vincennes unde tatăl și mama ei au fost aruncați pentru opoziția față de mareșalul d'Ancre, favoritul Mariei de Medici, care era regentă în timpul minoratului fiului ei, Ludovic al XIII-lea.

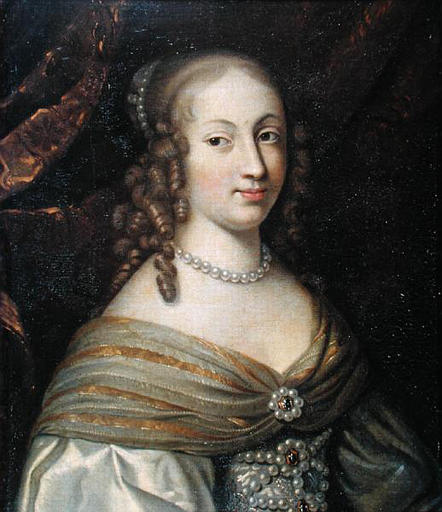
Anne Genevieve de Bourbon

A fost educată cu mare strictețe în mănăstire carmelitelor din Rue Saint-Jacques din Paris. Tinerețea ei a fost umbrită de executarea lui Henri de Montmorency, singurul frate al mamei sale, pentru intrigă împotriva lui Richelieu în 1632 și de duelurile vărului mamei sale, Contele François de Montmorency-Boutteville (1625/1626). Părinții ei au făcut pace cu Richelieu iar Anne Geneviève a fost introdusă în societate în 1635. În scurt timp ea a devenit una dintre vedetele de la Hôtel de Rambouillet, centrul din acel moment a tot ceea ce însemna învățat și spiritual în Franța.
În 1642 s-a căsătorit cu Henri, Duce de Longueville, guvernator al Normandiei, un văduv care avea dublul vârstei ei (prima lui soție Louise de Bourbon murise în 1637). Mariajul nu a fost unul fericit.
După moartea lui Richelieu, tatăl ei a devenit șeful Consiliului de Regență în timpul minoratului regelui Ludovic al XIV-lea. Fratele ei Ludovic a obținut o mare victorie la Rocroi în 1643 și ducesa a devenit o figură importantă politic. În 1646 ea și-a însoțit soțul la Münster unde a fost trimis de Mazarin și unde ea i-a fermecat pe diplomații germani cu care s-a negociat tratatul de la Westphalia; i s-a spus "zeiță a păcii și a înțelegerii". 
La întoarcere, ea s-a îndrăgostit de Ducele de La Rochefoucauld, autorul Maximelor, care a făcut uz de dragostea ei pentru a obține influență asupra fratelui ei și de a câștiga astfel onoruri pentru el însuși. Ea a fost spiritul călăuzitor al primei Fronde, reușind să-i atragă de partea ei pe cel de-al doilea frate al ei, Armand, Prinț de Conti și pe soțul ei. Nu a reușit să-l atragă pe Condé însuși, a cărui loialitate față de Coroană a răsturnat prima Frondă.
A doua Frondă a fost în mare parte munca ei și ea a jucat partea cea mai proeminentă în atragerea de rebeli. În ultimul an al războiului ea a fost însoțită în Aquitania de Ducele de Nemours, o intimitate care i-a oferit lui Rochefoucauld o scuză s-o abandoneze și să se întoarcă la fosta lui amantă, Ducesa de Chevreuse. 
Părăsită și în dizgrație la curte, Ducesa s-a întors spre religie. Ea l-a însoțit pe soțul ei la Rouen și s-a dedicat faptelor bune. După ce soțul ei a murit, s-a întors la Paris.

## Arbore genealogic
1. ↑  Autoritatea BnF, accesat în 10 octombrie 2015